# Kim Jae-kyung
Kim Jae-kyung (hangul: 김재경, hanja: 金栽經; Seúl, 24 de diciembre de 1988), también conocida como Jaekyung (hangul: 재경), es una cantante y actriz surcoreana. Fue miembro y líder del grupo femenino surcoreano Rainbow.

## Biografía
Jae-kyung nació en Seúl, Corea del Sur el 24 de diciembre de 1988. Estudió en la escuela secundaria de Deungchon y en la Universidad Dongguk, donde se graduó en diseño de moda. Fue miembro de JYP Entertainment antes de cambiar a DSP Media. Su hermano es el integrante de la banda N.Flying Jaehyun.

## Carrera

### Música

#### Predebut
Mientras estaba en DSP Media, en 2007 se le preguntó si quería debutar como miembro de Kara. Jaekyung rechazó la oferta porque pensaba que sería feliz con los miembros de Rainbow. En 2007 fue invitada a formar parte de S.M. Entertainment, haciendo alusión a la posibilidad de que podría unirse a Girls' Generation. En 2008, apareció en el vídeo de la canción de SS501, "A Song Calling For You" antes de debutar como un miembro de Rainbow.

#### Rainbow
Debutó como líder del grupo de chicas Rainbow. El 12 de noviembre de 2009, publicaron el miniálbum "Gossip Girl". El grupo realizó la primera presentación de  "Gossip Girls" en Show! Music Core de MBC el 14 de noviembre de 2009.

#### Rainbow Blaxx
Jaekyung, Woori, Seungah, y Hyunyoung debutaron como Rainbow Blaxx, subunidad de Rainbow, en 2014. El grupo lanzó su primer miniálbum titulado RB Blaxx el 20 de enero de ese año.

### Televisión
En diciembre de 2016, firmó con su nueva agencia Namoo Actors para comenzar de nuevo como actriz.
En 2010, se convirtió en miembro del show de televisión Honey Jar. El mismo año, también se unió al espectáculo de variedades escolar 100 Points Out of 100.
El 31 de marzo de 2012, interpretó a Na Yoo-mi en el drama de JTBC Monstruo. En 2012, se convirtió en miembro del show de variedades Ley de la Jungla W.
En diciembre de 2013, fue confirmada por tvN para el programa, El Genio: Rule Breaker, con otras 12 figuras representativas de diferentes campos de trabajo, tales como personalidades de la televisión, políticos, jugadores, y más. Fue la segunda eliminada.
Luego interpretó un papel de raparto en el drama Inspiring Generation de 2014. También ese año obtuvo un personaje principal en Quiz of God 4. El 12 de enero de 2014, fue invitada en Running Man.
En 2015, se unió al reparto principal del drama Always Cantare 2 de TvN.
En 2016, se convirtió en presentadora de Beauty Bible, junto a Jessica Jung.
En mayo del 2020 se confirmó que se había unido al elenco de la película Way Station donde dará vida a Ji Ah, una mujer que sufre una enfermedad terminal y que quiere ser recordado por Seung Hyun (Kim Dong-jun), un hombre que comienza a perder su memoria debido a la enfermedad de Alzheimer.
En julio de 2021 se unió al elenco recurrente de la serie The Devil Judge donde interpretó a Oh Jin-joo, una juez asociada en el tribunal de primera instancia que ama ser el centro de atención y se convierte en un favorito de los medios gracias a su belleza y su ingenio.
En abril de 2022 se unirá al elenco recurrente de la serie Again My Life donde dará vida a Kim Han-mi, una reportera que tiene la belleza y el cerebro, pero ha vivido una vida escondida en las sombras desde que era niña porque nació fuera del matrimonio.

## Filmografía

### Series
| Año   | Título                             | Red  | Rol                  | Notes                       |
| ----- | ---------------------------------- | ---- | -------------------- | --------------------------- |
| 2010  | Dae Mul                            | SBS  | ella misma (Rainbow) | Cameo, Episodio 5           |
| 2012  | Monster                            | JTBC | Na Yoo-mi            | protagonista                |
| 2012  | Family                             | KBS2 | Yoon Yoo-mi          | Cameo                       |
| 2013  | Reply 1994                         | tvN  | Jun Ji-hyun          | Cameo, Episodio 18          |
| 2014  | Inspiring Generation               | KBS2 | Meiling              |                             |
| 2014  | God's Quiz Season 4                | OCN  | Im Tae-kyung         | protagonista                |
| 2014  | Turning Point                      | MBC  | Maeng Ran-young      |                             |
| 2014  | My Lovely Girl                     | SBS  | Radio DJ             | Cameo, Episodio 16          |
| 2016  | Madame Antoine: The Love Therapist | JTBC | Jyoo Ni              | reparto                     |
| 2018  | Miracle That We Met                | KBS2 | Mao                  | participación especial      |
| 2018  | Life on Mars                       | OCN  | Han Mal-sook         | [ 17 ]                      |
| 2018  | Bad Papa                           | MBC  | Det. Cha Ji-woo      | [ 18 ] [ 19 ] [ 20 ] [ 21 ] |
| 2019  | The Secret Life of My Secretary    | SBS  | Veronica Park        | [ 22 ] [ 23 ]               |
| 2021  | The Devil Judge                    | tvN  | Oh Jin-joo           | [ 24 ]                      |
| 2022- | Again My Life                      | SBS  | Kim Han-mi           |                             |

### Web drama
| Año  | Título         | Papel        | Notas        |
| ---- | -------------- | ------------ | ------------ |
| 2015 | Noble, Mi Amor | Cha Yoon seo | protagonista |

### Películas
| Año  | Título        | Papel | Notas  |
| ---- | ------------- | ----- | ------ |
| 2021 | A Way Station | Ji-ah | [ 25 ] |
| 2010 | Heartbeat     |       | Cameo  |

### Programas de variedades
| Año       | Título                   | Notas                                             | Canal   |
| --------- | ------------------------ | ------------------------------------------------- | ------- |
| 2010      | Honey Jar                | elenco principal                                  | MBC     |
| 2010–2011 | 100 Points Out of 100    | elenco principal                                  | KBS2    |
| 2012      | Law of the Jungle W      | elenco principal                                  | SBS     |
| 2013–2014 | The Genius: Rule Breaker | concursante                                       | tvN     |
| 2014      | Running Man              | invitada, episodios 179-180                       | SBS     |
| 2015      | Get It Beauty            | copresentadora                                    | OnStyle |
| 2015      | Always Cantare 2         | elenco principal                                  | tvN     |
| 2016      | Beauty Bible             | copresentadora junto Jessica Jung                 | KBS     |
| 2017      | King of Mask Singer      | concursante como "A Monstrous Net" (Episodio 101) | MBC     |

## Discografía

### Solista
| Año  | Título de la canción   | Álbum                    | Duración | Artista             |
| ---- | ---------------------- | ------------------------ | -------- | ------------------- |
| 2010 | I Love You, I Like You | Secret Agent Miss Oh OST | 3:28     | With Cho Hyun-young |
| 2011 | You and I              | City Hunter OST          | 3:35     | Solo                |
| 2014 | Maybe                  | God's Quiz 4 OST         | 3:32     | Solo                |
| 2015 | Is It the Start?       | Noble, My Love OST       | 3:35     | With Sung Hoon      |

## Premios y nominaciones
| Año  | Categoría                                              | Premios              | Trabajo  | Resultado |
| ---- | ------------------------------------------------------ | -------------------- | -------- | --------- |
| 2018 | Best Supporting Actress in a Monday-Tuesday Miniseries | 2018 MBC Drama Award | Bad Papa | Ganó      |